# Phebellia margaretae
Phebellia margaretae là một loài ruồi trong họ Tachinidae.